# Tarcisio Burgnich
 (janvier 2021).
Si vous disposez d'ouvrages ou d'articles de référence ou si vous connaissez des sites web de qualité traitant du thème abordé ici, merci de compléter l'article en donnant les références utiles à sa vérifiabilité et en les liant à la section « Notes et références ».
Tarcisio Burgnich était un footballeur international italien jouant au poste de défenseur, devenu par la suite entraîneur, né le 25 avril 1939 à Ruda et mort à Forte dei Marmi le 26 mai 2021. 

## Biographie
Burgnich a des racines croates du côté de son père, puisque la ville d'Udine faisait partie de l'Empire austro-hongrois avant la Première Guerre mondiale.
Tout au long de sa carrière, Burgnich a joué pour l'Udinese, la Juventus, Palerme, l'Inter de Milan, et Naples. Bien qu'il ait gagné des titres avec la Juventus et Naples, il est surtout resté célèbre pour sa période de 12 saisons à l'Inter Milan, où il était un titulaire indiscutable dans l'équipe du grand Inter d'Helenio Herrera. Il y a fait équipe en défense avec Giacinto Facchetti, et a joué un rôle clef dans les succès de l'équipe dans le système en catenaccio défensif de Herrera, en raison de son rythme, de son endurance, mais aussi de ses capacités offensives. Lors de son passage à l'Inter, il remporte plusieurs titres de champion d'Italie, deux Coupes d'Europe et deux Coupes Intercontinentales.
Au niveau international, Burgnich a représenté l'équipe nationale italienne de football aux Jeux olympiques d'été de 1960, qui a terminé à la quatrième place, et à trois Coupes du Monde de la FIFA, échouant en finale de la Coupe du monde en 1970. Il a également été membre de l'équipe nationale qui a remporté le championnat d'Europe de l'UEFA en 1968, en Italie.
Joueur polyvalent, il était capable de jouer dans n'importe quelle position défensive, comme marqueur, défenseur central, ou encore latéral droit. En raison de son physique imposant, ainsi que de son style de jeu tenace, le coéquipier de l'Inter Armando Picchi (qui était le capitaine et le balayeur du côté) lui a donné le surnom "La roccia" : "la roche", en français.

## Style de jeu
Joueur puissant, rapide et énergique, Burgnich est considéré comme l'un des plus grands défenseurs italiens de son temps; Ses qualités dans le jeu aérien, son physique imposant, sa constance et son style de jeu agressif et efficace lui valurent le surnom de "la roche". Ancien milieu offensif, milieu de terrain central, il était un footballeur tactique, intelligent, et travaillant dur collectivement, à la fois en phase offensive comme défensive. Il a été capable de jouer à plusieurs postes en défense, étant utilisé tout au long de sa carrière en défense centrale, en position de balayeur (en particulier dans la seconde partie de sa carrière), mais aussi comme latéral droit à vocation offensive, position dans laquelle il a particulièrement excellé dans le système de catenaccio d'Herrera, en raison de son endurance et de sa ténacité. Il a formé au cours de sa carrière une association importante avec le latéral gauche offensif Facchetti, laquelle est considérée comme l'une des plus grandes paires de défenseurs de l'histoire du football. 
Bien que moins habile à lancer des offensives de la ligne arrière que Facchetti, Burgnich était un "défenseur à l'ancienne", excellent au marquage, et qu'il a été difficile de battre dans les duels individuels. Il était également connu pour son anticipation et ses réactions, ainsi que sa concentration et sa discipline à la fois sur et en dehors du terrain.

## Carrière de joueur

### En club
« Je ne me suis jamais autant diverti qu'en jouant au ballon »

— Tarcisio Burgnich

#### Udinese
Après avoir joué dans l'équipe de jeunes de l'Udinese avec son coéquipier Dino Zoff, il a fait ses débuts avec les Friulians à l'âge de 20 ans à l'avant-dernière journée de la saison 1958-1959, le 2 juin 1959, lors de la défaite 7-0 contre Milan, déjà mathématiquement champion d'Italie et qui a aligné des joueurs tels que Lorenzo Buffon, Cesare Maldini et Nils Liedholm. Non déployé le dimanche suivant, il a été confirmé pour la saison suivante, dans laquelle il a joué 7 courses sur 34 à une époque où les substitutions n'étaient pas autorisées et dans lequel les zébrettes étaient sauvées de la relégation après les barrages avec Lecco et Bari. Ses performances lui valurent d'être nommé représentant italien aux Jeux olympiques de 1960. À Udine, il touchait un salaire de 50 000 lires par mois.

#### Juventus et Palerme
Sur proposition de Giampiero Boniperti, il a été acheté par la Juventus, avec qui il est apparu à 13 reprises sans être confirmé pour la saison suivante, car jugé inapproprié pour le style de l'équipe et avec une carrière incertaine pour un prétendu strabisme légèrement. Puis, passé à Palerme, promu cette année-là, qui arrive dans la négociation qui mène Roberto Anzolin à Turin, refuse d'abord le transfert, puis fait l'objet d'une saisine, puis joue bien avec le rosanero le millésime 1961-1962, au cours duquel il a également servi à Rome prenant la place du blessé Giorgio Sereni, il s'est vu confier le rôle de propriétaire. Il réussit également à marquer un but, son premier avec Palerme et en Serie A, sur un coup franc lors de la prestigieuse victoire à l'extérieur 2-4 contre la Juventus le 18 février 1962, avec un tir violent dans la course à pied; à la fin du championnat, les Siciliens se placent à la huitième place du classement final, se situant ainsi mieux que ceux du Piémont. Le joueur a défini en termes très positifs son expérience dans les rangs du club Rosanero.

#### Inter
En 1962, recherché par Helenio Herrera ou par Italo Allodi selon d'autres sources, il s'installa à l'Inter en échange de 100 millions de lires. Comme lors de son séjour à la Juventus, il remporta le Scudetto lors de la première saison avec la nouvelle équipe, bien qu'il fût pénalisé par l'obligation d'effectuer son service militaire à Bologne, avec le grade de caporal, qui l'obligea à sauter premier championnat différents entraînements avec le club lombard. Avec les Nerazzurri, il a totalisé 467 apparitions en compétitions officielles, remportant quatre titres de champion, deux Coupes du Monde et deux Coupes Intercontinentales en douze ans, devenant l'un des joueurs les plus décisifs pour les succès de l'équipe, d'abord comme arrière droit puis, avec tout aussi bons résultats, dans le rôle de libre. À la fin de la saison 1964-1965, l'hebdomadaire "Football et cyclisme illustrés" le désignait, avec Giacinto Facchetti, comme le meilleur ailier du championnat.

#### Naples
Après douze ans passés à l’Inter et en raison de la blessure subie lors de la Coupe du monde de football en Allemagne en 1974, les dirigeants de l’équipe lombarde pensent qu’il est désormais un joueur fini. Il n’a appris de Francesco Janich, alors directeur de Naples, qu’il avait été transféré dans l’équipe de Campanie, a ensuite fermé sa carrière en maillot bleu. Ici, après un premier problème avec la tactique de l’entraîneur de l’époque, Luís Vinício, est titulaire immuable (dans le rôle de libre), disputant tous les matches de ses deux premières saisons et  six  lors de sa dernière saison en carrière, du 13 janvier 1977 au 18 février de la même année. 
Au cours de son séjour avec les Napolitains, l’équipe a failli remporter le « Scudetto » lors de la saison 1974-1975, lorsque l’équipe a pris la deuxième place à deux points du vainqueur du championnat par la Juventus. L'année suivante, les cloches conquirent la Coupe d'Italie, battant avec lui sur le terrain au Stadio Olimpico de Rome le 29 juin 1976 pour 4-0. Ce trophée marquait son seul but avec les Azzurri, dans l'édition 1975-1976, dans la victoire contre la Fiorentina 1-0. A également remporté lors de la saison 1976-1977 la Coupe de la Ligue italo-anglaise, disputant les deux matches, à Southampton contre l’équipe locale le 21 septembre 1976 où les hôtes l’ont convenu 1-0 et à Naples le 14 novembre de la même année. lors du match retour, les cloches ont gagné 4-0. La même année, Naples rejoignait pour la première fois la demi-finale d'une compétition européenne, la Coupe des vainqueurs de coupe, éliminée par Anderlecht.

### En sélection

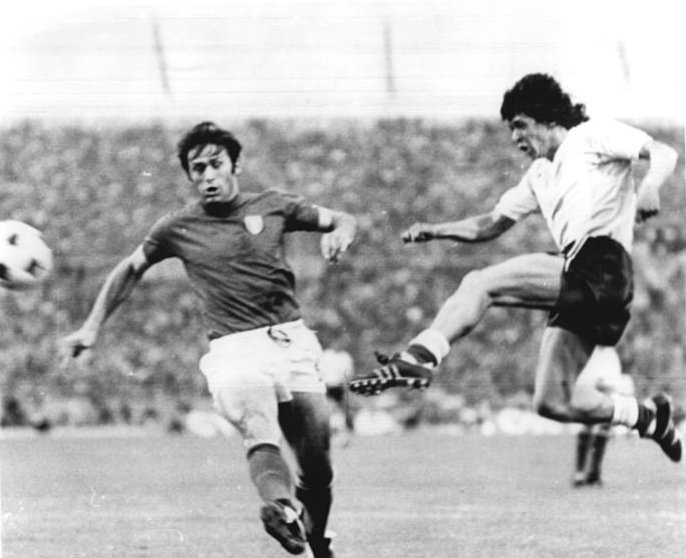
Burgnich (à gauche) à la lutte avec l'Argentin René Houseman à la Coupe du monde 1974

En national, dans lequel il a joué de 1963 à 1974, il a disputé 66 matches dont les débuts le 10 novembre 1963 au match retour est valable pour la Coupe d’Europe contre le national soviétique. Il revint dans l'équipe nationale un an plus tard, lors de la course de qualification pour les championnats du monde en Angleterre en 1966, contre l'équipe nationale finlandaise le 4 novembre 1964. Il est appelé pour la participation       italienne à la prochaine Coupe du monde, alors qu'elle a déjà disputé douze  avec le national majeur, ne disputant que les deux premières courses, la victoire 2-0 contre le Chili lors de la revanche de la bataille de Santiago du 13 juillet 1966. au Roker Park de Sunderland et à la défaite 1-0 contre l’équipe nationale soviétique le 16 juillet dans le même stade.
Les victoires successives des championnats d'Europe de 1968 étaient toujours présentes, le 20 avril lors de la victoire 2-0 à Naples contre la Bulgarie, à Naples en demi-finale contre le ressortissant soviétique du 5 juin décidée au tirage au sort et lors des deux finales contre l'équipe nationale yougoslave à Rome, les 8 et 10 juin, lorsque les Azzurri ont fait match nul 1-1, puis ont gagné 2-0. Lors du prochain championnat du monde de 1970 au Mexique, il marqua son deuxième but avec les Azzurri, le nul provisoire 2-2 en demi-finale Italie-Allemagne de l'Ouest (4-3, le "Match du siècle"). Pour la course disputée, Gianni Brera lui a donné au tableau d'affichage 9+. En finale, il sera dominé par Pelé, qui inscrira le premier but 1-0 dans le match que le Brésil remportera 4-1.
Le 13 janvier 1973, il a été capitaine de l'équipe des Azzurri lors du match contre la Turquie, valable pour les qualifications au championnat du monde de 1974, quittant l'équipe nationale après la défaite contre la Pologne qui a valu à l'Italie l'élimination de la Coupe du monde.

## Carrière d'entraîneur
Après avoir raccroché les chaussures au clou, convaincu par Italo Allodi, il s'est lancé dans la carrière d'entraineur, assis, entre autres, sur les bancs de Catanzaro, Bologne, Côme, Livourne, Foggia, Lucchese, Cremonese, Gênes remplaçant Claudio Maselli, Ternana, Salernitana, Pescara et Vicenza. Après avoir quitté le poste d'entraîneur, il est devenu observateur de l'Inter. Il a fait ses débuts en tant qu'entraîneur de Livourne, où il a subi une disqualification de six mois pour certaines déclarations sur Pise dans le stade baptisé du nom de son ancien coéquipier Armando Picchi, après une première année tranquille grâce à douze victoires et seize nuls, l’équipe termine 3e du championnat, à quatre points de Foggia en Serie B, se fondant sur une défense n'ayant subi que onze buts. Il reviendrait à l'entraînement de l'équipe seize ans plus tard.
Après sa retraite de joueur, Burgnich a travaillé comme entraîneur pendant plus de vingt ans, avec peu de succès.

## Parcours du joueur
- 1958-1960 : Udinese Calcio -  Italie
- 1960-1961 : Juventus -  Italie
- 1961-1962 : US Palerme -  Italie
- 1962-1974 : Inter Milan -  Italie
- 1974-1977 : SSC Naples -  Italie

## Palmarès

### En club
| Juventus - Championnat d'Italie (1) : - Champion : 1960-61. |  | Inter Milan - Championnat d'Italie (4) : - Champion : 1962-63, 1964-65, 1965-66 et 1970-71. - Coupe d'Italie : - Finaliste : 1964-65. - Coupe des clubs champions européens (2) : - Vainqueur : 1963-64 et 1964-65. - Finaliste : 1966-67, 1971-1972. - Coupe intercontinentale (2) : - Vainqueur : 1964 et 1965. - Supercoupe intercontinentale : - Finaliste : 1968. |

### En équipe nationale
Italie
- Championnat d'Europe (1) :
  - Vainqueur : 1968.

- Coupe du monde :
  - Finaliste : 1970.